# Skåne–Hallands Järnväg
Skåne-Hallands järnväg (SHJ) var en enskild järnväg som gick mellan Helsingborg och Halmstad, via Kattarp och Ängelholm. Från början var planerna att låta ändpunkten vara i Ängelholm, men på inrådan av konsuln Petter Olsson vidgades perspektiven och man satsade på Halmstad som nordlig ändpunkt. 
Den 92 km långa huvudlinjen stod färdig 1885 efter dyrbara bekymmer att ta sig över Landborgen och Hallandsåsen. För passagen uppför Landborgen anlades en stor viadukt, medan man för passagen av Hallandsåsen var tvingade att låta järnvägen slingra sig genom Sinarpsdalen. 
Från 1892 förekom det trafik från Helsingborg till Göteborg längs huvudlinjen, då det nyligen färdigställts ett sammanhängande spår längs kusten. Genom att vara en länk i den sammanhållna kedjan av järnvägsbolag vid kusten förstatligades bolaget 1896 för att bli en del av Västkustbanan. Banan elektrifierades 1937.

## Bandelen Åstorp–Kattarp–Höganäs
Till SHJ hörde även en 27,4 km lång järnvägslinje som sträckte sig mellan Åstorp och Höganäs och öppnades samtidigt med huvudlinjen. Denna del byggdes med lägre standard som ångspårväg och finansierades huvudsakligen av Höganäsbolaget. Vid Kattarp korsar denna bandel huvudlinjen Helsingborg–Halmstad. Persontrafiken mellan Höganäs och Kattarp lades ner 1972 och godstrafiken 1992. Spåren revs upp 1997.
Vid upprivningen av banan 1997 behöll man i Ingelsträde som ett minne av det förflutna stationsområdet oförändrat med spår, perronger, skyltar och kontaktledningsmaster med ledning. Även stationshuset finns kvar som privatbostad.
Bandelen mellan Åstorp och Kattarp är fortfarande i drift, och fungerar som en omledningsbana till Skånebanan.